# Licytacja (skat)

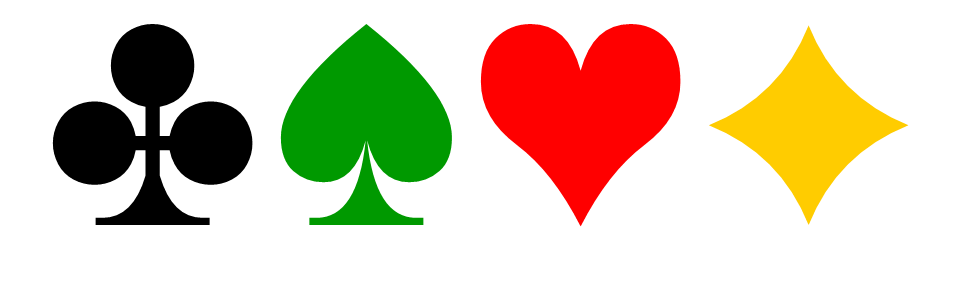
Kolory w talii turniejowej

Licytacja, inaczej rajcowanie (od niem. reizen, licytować) – faza gry w skata, prowadząca do wyłonienia rozgrywającego (solisty) i do dokonania przez niego wyboru rozgrywki.

## Przebieg licytacji
Do licytacji zawsze pierwsi podchodzą gracze siedzący „na przodku” (po lewej stronie rozdającego) i „na środku” (po prawej stronie rozdającego). Licytację zaczyna gracz "na środku" zadając graczowi „na przodku” pytanie o wartość gry, jaką ten mógłby w tym rozdaniu uzyskać. Pytania o wartości gry zawsze zaczynają się od najniższej: 18, a kończą na 264 i ponadto zawsze są zadawane w określonej, rosnącej kolejności. Gracz „na przodku” na pytanie może odpowiedzieć twierdząco lub spasować jeśli uzna, że zapytana wartość gry przekracza jego możliwości. Do pasu ma prawo również gracz „na środku”. Kiedy któryś z nich spasuje, odtąd pytania o wartości gier zadaje drugiemu graczowi rozdający (gracz „na zadku”), przy czym i on posiada prawo do pasu. Solistą zostaje ten gracz, który nie spasuje. Jeśli na samym początku licytacji spasują gracze "na środku" i "na zadku", wówczas gracz "na przodku" albo deklaruje rozgrywanie, albo pasuje; w tym drugim wypadku następuje ponowne rozdanie (zgodnie z zasadami oficjalnymi) lub specjalny rodzaj gry – ramsz.

## Wyliczanie wartości gry w grach kolor i grand
W grach grand i kolor wartość gry liczy się poprzez pomnożenie poziomu gry (sumy punktów obliczeniowych) przez stałą wartość gry:
- trefl (♣) / żołądź - × 12
- pik (♠) / wino - × 11
- kier (♥) / czerwień - × 10
- karo (♦) / dzwonek - × 9
- grand - × 24

Po jednym punkcie obliczeniowym solista otrzymuje za:
- samą grę
- za każdy szczyt lub jego brak (ilość zależna od tego, czy jest to gra w kolor, czy grand)
- dodatkowe elementy
  - grę z ręki (hand)
  - sznajdera (krawca)
  - szwarca (na czarno)
  - zapowiedź sznajdera (angesagt sznajder)
  - zapowiedź szwarca (angesagt szwarc)
  - grę otwartą (ower)

Wartość danej gry oblicza się według następującego wzoru:
W każdej grze suma punktów wynosi minimum 2 (gra + z/bez 1 szczytu). Ich maksymalna liczba zależna jest od tego, czy gra się w kolor (max. 18), czy w grand (max. 11). Punkt za grę i punkty za szczyty są jedynymi stałymi punktami w grach kolor i grand. 
Przykładowo: solista mający W♣ i W♠ postanawia grać w kiery z ręki i zdobywa 90 oczek (sznajdera). Solista uzyskał po jednym punkcie za grę, za grę z ręki, za sznajdera, a także dwa punkty za szczyty - łącznie 5 punktów. Wartość jego gry wynosi zatem 50 (5 punktów razy 10 - wartość kierów). 

### Szczyty
Szczyty (inaczej matadory) są nieprzerwanym sekwensem kart atutowych poczynając od najstarszej - waleta trefl (w kartach polskich niżnika żołędnego). Solista w zależności od tego, czy w swoich kartach posiada W♣, czy nie, może grać odpowiednio "z x szczytami" albo "bez x szczytów".
W grze grand atutami są jedynie walety, których hierarchia przedstawia się od najstarszego następująco: W♣ (niżnik żołędny) - W♠ (niżnik winny) - W♥ (niżnik czerwienny) - W♦ (niżnik dzwonkowy). Oznacza to, że w tej grze jest możliwa gra maksymalnie z 4 szczytami albo bez 4 szczytów.
W grze w kolor do atutów dochodzi jeszcze 7 kart z wybranego przez solistę koloru. W tej sytuacji solista może grać maksymalnie z 11 szczytami albo bez 11 szczytów np. mając cztery walety i asa atutowego gra z pięcioma szczytami, a jeśli ma się asa atutowego, ale nie ma żadnego waleta, to gra bez czterech szczytów. Hierarchia wygląda następująco: walety - A atu - 10 atu - K atu - D (wyżnik) atu - 9 atu - 8 atu - 7 atu. Choć w ręku można mieć tylko dziesięć kart, to przy liczeniu szczytów w obu grach zaliczają się jeszcze atuty z dwóch kart odłożonych przez rozgrywającego przed pierwszym zagraniem. 
Mogą więc wystąpić następujące sytuacje (dla gry grand tylko od 1 do 4, dla koloru wszystkie):

- z 1 szczytem - solista ma W♣, ale nie ma W♠;
- z 2 szczytami - solista ma W♣ i W♠, ale nie ma W♥;
- z 3 szczytami - solista ma wszystkie walety prócz W♦;
- z 4 szczytami - solista ma wszystkie walety (w grze w kolor: ma wszystkie walety, ale nie ma asa atutowego)
- z 5 szczytami - solista ma wszystkie walety oraz asa atu, ale nie ma dziesiątki atu;
- z 6 szczytami - solista ma wszystkie walety oraz asa i dziesiątkę atu, ale nie ma króla atu;
- z 7 szczytami - solista ma wszystkie walety oraz asa, dziesiątkę i króla atu, ale nie ma damy atu;
- z 8 szczytami - solista ma wszystkie walety oraz asa, dziesiątkę, króla i damę atu, ale nie ma dziewiątki atu;
- z 9 szczytami - solista ma wszystkie walety oraz asa, dziesiątkę, króla, damę i dziewiątkę atu, ale nie ma ósemki atu;
- z 10 szczytami - solista ma wszystkie walety oraz wszystkie karty z koloru atutowego oprócz siódemki;
- z 11 szczytami - solista ma wszystkie walety i wszystkie karty z koloru atutowego.
- bez 1 szczytu - solista nie ma W♣, ale ma W♠;
- bez 2 szczytów - solista nie ma ani W♣, ani W♠, ale ma W♥;
- bez 3 szczytów - solista nie ma żadnego waleta prócz W♦;
- bez 4 szczytów - solista nie ma żadnego waleta (w grze w kolor: nie ma żadnego waleta, ale ma asa atutowego);
- bez 5 szczytów - solista nie ma żadnego waleta oraz atutowego asa, ale ma dziesiątkę atu;
- bez 6 szczytów - solista nie ma żadnego waleta oraz atutowych asa i dziesiątki, ale ma króla atu;
- bez 7 szczytów - solista nie ma żadnego waleta oraz atutowych asa, dziesiątki i króla, ale ma damę atu;
- bez 8 szczytów - solista nie ma żadnego waleta oraz atutowych asa, dziesiątki, króla i damy, ale ma dziewiątkę atu;
- bez 9 szczytów - solista nie ma żadnego waleta oraz atutowych asa, dziesiątki, króla, damy i dziewiątki, ale ma ósemkę atu;
- bez 10 szczytów - solista nie ma żadnego waleta ani żadnej karty z koloru atutowego z wyjątkiem siódemki;
- bez 11 szczytów - solista nie ma żadnego waleta ani żadnej karty z koloru atutowego.

Za grę z/bez x szczytów soliście przysługuje x punktów obliczeniowych (w grandzie max. 4, w grze w kolor max. 11). Punkty za szczyty są jedynymi stałymi punktami obliczeniowymi prócz punktu za grę.

### Zasady dotyczące dodatkowych punktów
- jeśli wystąpi szwarc, solista uzyskuje dodatkowo punkt za sznajdera (łącznie 2)

- jeśli zapowiedziano sznajdera, solista uzyskuje punkt za zapowiedź sznajdera, punkt za sznajdera i punkt za grę z ręki (łącznie 3)

- jeśli zapowiedziano sznajdera, a wystąpił szwarc, solista uzyskuje po punkcie za zapowiedź sznajdera, za szwarca, za sznajdera i za grę z ręki (łącznie 4)

- jeśli zapowiedziano szwarca, solista uzyskuje po punkcie za zapowiedź szwarca, za szwarca, za zapowiedź sznajdera, za sznajdera oraz za grę z ręki (łącznie 5)

- jeśli jest to gra otwarta, solista uzyskuje punkty jak za zapowiadanego szwarca i punkt za grę otwartą (łącznie 6)

## Wyliczanie wartości gry w grze null
W grze null są możliwe cztery typy rozgrywki, z których każdy ma stałą wartość:
- null - 23
- null z ręki - 35
- null otwarty - 46
- null otwarty z ręki - 59

## Tabela odzywek i wyników gry
W skacie wszystkie pytania o wartości są zadawane po kolei. Poniżej przedstawiono zestawienie wszystkich wartości gier w skacie oraz wskazano, co dana odzywka może oznaczać.
| Wartość gry | Znaczenie                            |
| ----------- | ------------------------------------ |
| 18          | ♦×2                                  |
| 20          | ♥×2                                  |
| 22          | ♠×2                                  |
| 23          | null                                 |
| 24          | ♣×2                                  |
| 27          | ♦×3                                  |
| 30          | ♥×3                                  |
| 33          | ♠×3                                  |
| 35          | null z ręki (null hand)              |
| 36          | ♦×4; ♣×3                             |
| 40          | ♥×4                                  |
| 44          | ♠×4                                  |
| 45          | ♦×5                                  |
| 46          | null otwarty (null ower)             |
| 48          | ♣×4; grand×2                         |
| 50          | ♥×5                                  |
| 54          | ♦×6                                  |
| 55          | ♠×5                                  |
| 59          | null otwarty z ręki (null ower hand) |
| 60          | ♥×6; ♣×5                             |
| 63          | ♦×7                                  |
| 66          | ♠×6                                  |
| 70          | ♥×7                                  |
| 72          | ♦×8; ♣×6; grand×3                    |
| 77          | ♠×7                                  |
| 80          | ♥×8                                  |
| 81          | ♦×9                                  |
| 84          | ♣×7                                  |
| 88          | ♠×8                                  |
| 90          | ♦×10; ♥×9                            |
| 96          | ♣×8; grand×4                         |
| 99          | ♦×11; ♠×9                            |
| 100         | ♥×10                                 |
| 108         | ♦×12; ♣×9                            |
| 110         | ♥×11; ♠×10                           |
| 117         | ♦×13                                 |
| 120         | ♥×12; ♣×10; grand×5                  |
| 121         | ♠×11                                 |
| 126         | ♦×14                                 |
| 130         | ♥×13                                 |
| 132         | ♠×12; ♣×11                           |
| 135         | ♦×15                                 |
| 140         | ♥×14                                 |
| 143         | ♠×13                                 |
| 144         | ♦×16; ♣×12; grand×6                  |
| 150         | ♥×15                                 |
| 153         | ♦×17                                 |
| 154         | ♠×14                                 |
| 156         | ♣×13                                 |
| 160         | ♥×16                                 |
| 162         | ♦×18                                 |
| 165         | ♠×15                                 |
| 168         | ♣×14; grand×7                        |
| 170         | ♥×17                                 |
| 176         | ♠×16                                 |
| 180         | ♥×18; ♣×15                           |
| 187         | ♠×17                                 |
| 192         | ♣×16; grand×8                        |
| 198         | ♠×18                                 |
| 204         | ♣×17                                 |
| 216         | ♣×18; grand×9                        |
| 240         | grand×10                             |
| 264         | grand×11                             |

W przypadku przegranej solisty, to jest niezrobienia gry, którą zalicytował lub takiej, którą był w stanie zrobić z kartami z ręki i odłożonymi, należy od jego dotychczasowego wyniku odjąć dwukrotność wartości gry w danym rozdaniu.
W skacie sportowym stosowana jest punktacja Seegera-Fabiana będąca uzupełnieniem punktacji standardowej. W niej za każdą wygraną lub przegraną grę solista odpowiednio dodaje lub odejmuje sobie dodatkowo 50 punktów. Jeśli solista przegrał, wówczas każdy z przeciwników otrzymuje 40 punktów (30 w grze czteroosobowej).

## Źródła i linki zewnętrzne
- Międzynarodowe przepisy gry w skata